# Фонд Наполеона
Фонд Наполеона — фонд, зарегистрированный как французская некоммерческая организация (фр. Reconnue D’Utilité Publique) 12 ноября 1987 года. Его миссия состоит в том, чтобы поощрять и поддерживать изучение и интерес к истории Первой и Второй французских империй, а также сохранять наполеоновское наследие.

## Миссия и деятельность
Фонд Наполеона поддерживает исследования по истории двух французских империй, в частности, ежегодно выделяя шесть исследовательских грантов для кандидатских диссертаций на французском и иных языках. Он также присуждает ежегодные исторические премии за выдающиеся работы, предмет которых тесно связан с двумя французскими империями (на французском и других европейских языках). Фонд также поддерживает организацию научных конференций, проведение 150-летних и 200-летних юбилеев различных событий, связанных с Наполеоном, издание книг и каталогов выставок по наполеонистике.

### Спасение Лонгвуд-Хауса, дома Наполеона на острове Святой Елены
В декабре 2010 года Фонд выступил с призывом к международному сообществу спасти дом Наполеона на острове Святой Елены. Собранные средства должны были пойти на оплату реставрации зданий, в которых Наполеон и его окружение жили в ссылке на острове Святой Елены с 1815 по 1821 год. Обращение поддержано французским министерством иностранных дел.

### Публикация переписки Наполеона Бонапарта
В 2002 году Фонд запустил свой самый грандиозный проект по публикации наиболее полной версии переписки Наполеона. Этот проект осуществлялся в партнерстве с французским Национальным архивом, французским архивом министерства иностранных дел (фр. French Archives du Ministère des Affaires étrangères) и при поддержке фонда Fondation La Poste. Конечным результатом стала публикация 15 томов и более 40 000 писем, все с комментариями и, насколько это возможно, сверенные с оригиналами в государственных и частных коллекциях. Проект был завершён в 2018 году.

### Библиотеки, веб-сайты и электронный обзор

#### Библиотеки
- Электронная библиотека Наполеона[7] (онлайн с 2010 г.) — электронные книги, доступные для загрузки
- Библиотека Фонда Наполеона, Bibliothèque Martial-Lapeyre / Fondation Napoléon, открыта для широкой публики[8]

#### Веб-сайты
- napoleon.org[9] (основан в 1996 году) предоставляет широкой общественности точные сведения об истории Первой и Второй империй (статьи, биографии, база изображений и т. д.) и журнал (новости, интервью и т. д.). Этот сайт полностью двуязычный (английский/французский) и ежедневно обновляется. На нём можно ознакомиться с каталогом библиотеки Bibliothèque Martial-Lapeyre[10]. Еженедельный новостной бюллетень[9] информирует читателей о новостях.
- На napoleonica.org[11], основанном в 1999 году, размещены оцифрованные архивные документы, относящиеся к истории Первой империи: архивы Государственного совета, переписка Доминика Виван-Денона (первого директора Лувра), документы, связанные с провозглашением Первой империи и др.

#### Интернет-обзоры
- Napoleonica La Revue[12] (основан в 2008 году) — двуязычный сайт с обзорными статьями о двух наполеоновских империях.

#### Коллекция изобразительного искусства и исторических реликвий
Фонд Наполеона организует выставки своей коллекции изобразительного искусства, реликвий и т. д. Выставки проходили в Париже (2004), Сан-Паулу (2003), Монтеррее (2005), Миндене (2006). Предметы из коллекции одалживаются для престижных выставок по всему миру.